# Scheer
Scheer település Németországban, azon belül Baden-Württembergben. Lakosainak száma 2535 fő (2023. december 31.).

## Népesség
A település népessége az elmúlt években az alábbi módon változott:
| Lakosok száma | 2094 | 2141 | 2245 | 2253 | 2359 | 2567 | 2691 | 2605 | 2559 | 2535 |
|               | 1961 | 1967 | 1974 | 1980 | 1987 | 1993 | 2000 | 2006 | 2013 | 2023 |